# Chalk River Laboratories

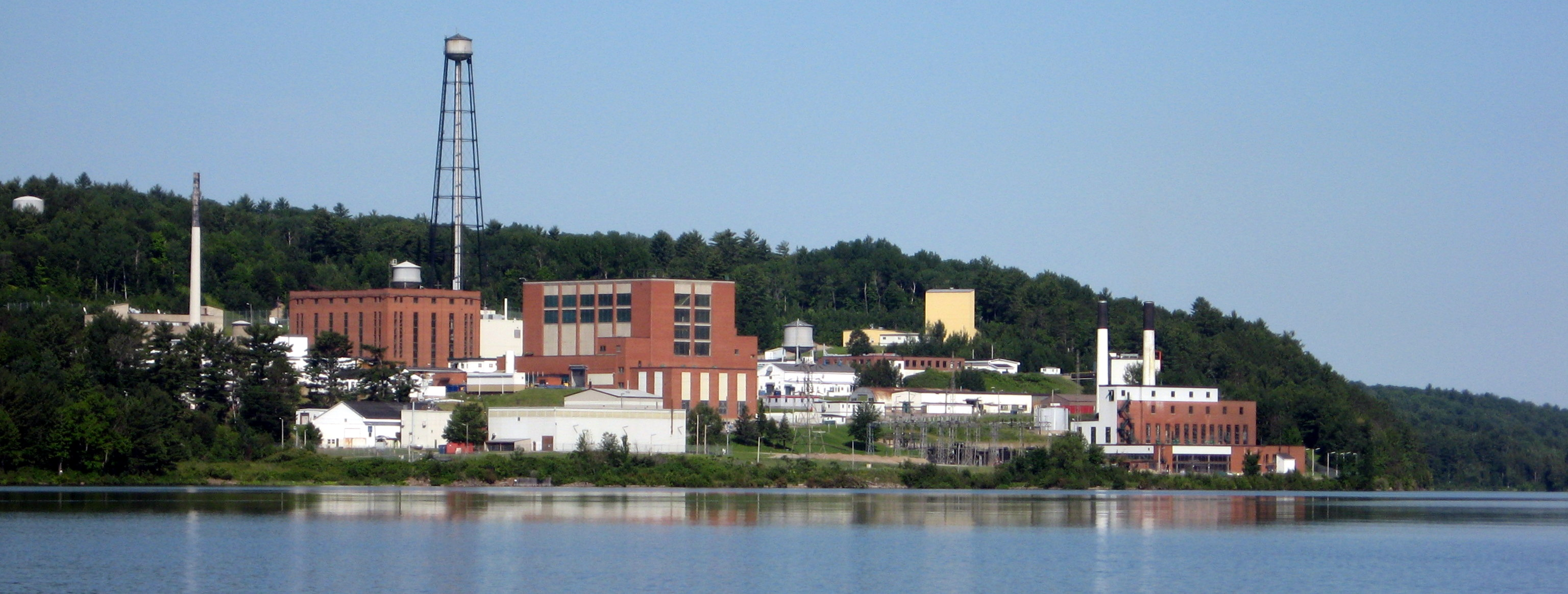
Chalk River Labs dal fiume Ottawa.

I Chalk River Laboratories (conosciuti anche come CRL, Chalk River Labs e ufficialmente Chalk River Nuclear Laboratories, CRNL) sono un istituto di ricerca nucleare canadese situato vicino al fiume Chalk, a circa 180 km a nord ovest di Ottawa.
I CRL sono uno dei laboratori più importanti al mondo per la ricerca e lo sviluppo di tecnologie nucleari, in particolare le tecnologie dei reattori CANDU. Al CRL lavorano scienziati da tutto il mondo nei settori come la fisica, metallurgia, chimica, biologia, ingegneria. Per esempio Bertram Brockhouse ricevette il premio Nobel per le ricerche effettuate al CRL. John Cockcroft fu uno dei direttori del CRL e anche un premio Nobel. I laboratori sono anche uno dei maggiori siti di produzione di radioisotopi per scopi medici. Fa parte della Atomic Energy of Canada Limited.